# 沼津市立今沢中学校
沼津市立今沢中学校（ぬまづしりつ いまざわちゅうがっこう）は、静岡県沼津市西部に位置する公立中学校。沼津市立今沢小学校と隣接している。

## 概要
- 生徒数231名、全12学級（令和6年度）[1]
- 給食は自校式で提供されている[2]。
- 特別支援学級として知的学級と情緒学級を設置している[3]。
- 2024年度（令和6年度）より、外国人生徒のための国際室「Umi」を設置し、生徒の母語を尊重しながら日本語教育を行い、国際感覚の育成を目指している[4]。

## 通学区域
- 今沢、北今沢、大塚（一部）[5]

## 部活動
- 家庭科部[6]
- イラスト部
- サッカー部
- 女子ソフトテニス部
- 男子ソフトテニス部
- 女子バスケットボール部
- 女子バレーボール部
- 男子バレーボール部

## 主な卒業生
- 小野伸二（サッカー元日本代表）[7]
- 松本弥生（ロンドン五輪・リオ五輪競泳日本代表）[8]

## 学校周辺
- 沼津市立今沢小学校
- みゆき保育園 - 徒歩6分
- 認定こども園 片浜桜 - 徒歩9分
- 静岡県立沼津特別支援学校 - 徒歩12分

## アクセス
- 片浜駅 - 徒歩15分